# 卓越大学連盟
卓越大学連盟（たくえつだいがくれんめい、英語: Excellence 9、略称: E9）は、中華人民共和国工業情報化部と中華人民共和国教育部が直轄する985工程の国家重点大学のうち、理工系を中心とした研究型総合大学の9校からなる大学連盟である。卓越した人材の育成を核として、新たな教育制度やモデルの共同推進、学部生・大学院生の共同育成、国際連携や交流、資源の共有、産学研究や協働などの連携・協力を推進するため、2010年に設立された。

## 成員校
| 大学             | 所在地   |
| ---------------- | -------- |
| 北京理工大学     | 北京市   |
| 重慶大学         | 重慶市   |
| 大連理工大学     | 遼寧省   |
| 東南大学         | 江蘇省   |
| ハルビン工業大学 | 黒竜江省 |
| 西北工業大学     | 陝西省   |
| 天津大学         | 天津市   |
| 同済大学         | 上海市   |
| 華南理工大学     | 広州市   |